# رقم كلارك
رقم كلارك (بالإنجليزية: clark number أو clarke) هو رقم يعبر عن الوفرة النسبية لعنصر كيميائي، عادة في قشرة الأرض.

## تاريخ
في ثلاثينيات القرن العشرين، قام عالم الكيمياء الجيولوجية السوفييتي ألكسندر فيرسمان بتعريف الوفرة النسبية للعناصر الكيميائية في الأجسام الجيولوجية، وأشار إليها بنسب مئوية في الروسية: кларки، ت.ح. 'the clarkes'.
كتكريم للكيميائي الجيولوجي الأمريكي فرانك ويجلزورث كلارك، الرائد في تقدير التركيب الكيميائي لقشرة الأرض، استنادًا إلى التحليل الكيميائي المكثف الذي أجراه كلارك وزملاؤه للعديد من عينات الصخور، طوال الفترة من عام 1889 إلى عام 1924.
أمثلة بناءً على تعريف فيرسمان:
- الروسية: весовой кларк، ت.ح. 'weight clarke': عندما تكون الكتلة الكلية لكوكب X هى {\displaystyle Mx} [kg], وكتلة الأكسجين هى {\displaystyle Mo} [kg], فإن كتلة الأكسجين على كوكب X هى {\displaystyle Km={\frac {Mo}{Mx}}} (dimensionless)
- الروسية: кларк числа атомов، ت.ح. 'clarke of atom count': عنما يكون إجمالى عدد الذرات في الصخر Y هو {\displaystyle Ay} [mol], وعدد ذرات السيليكون هو {\displaystyle As} [mol], فإن عدد كلارك للسيليكون لعدد ذرات الصخر Y هو {\displaystyle Ka={\frac {As}{Ay}}} (dimensionless)
- كلارك القشرة الأرضية لفيرسمان هو سطح الأرض والغلاف الصخري الذى سمكه 16 km، والغلاف المائي، والغلاف الجوي.

### باللغة الروسية
الروسية: кларки هو مرادف "الوفرة النسبية للعناصر" في أي جسم سواءً بنسبة الوزن أو نسبة عدد الذرات، بصرف النظر عن تعريف القشرة الأرضية.

### باللغة الإنجليزية
لم يتم استخدام مصطلح "كلارك" حتى في ويلز (1937) ولا في مقالات هيئة المسح الجيولوجي الأمريكية اللاحقة مثل فلايشر (1953). استخدم مصطلح "الوفرة النسبية للعناصر". كما ذكر برايان ماسون مصطلح "كلارك" في ماسون (1952) (نسبها خطأً إلى فلاديمير فرنادسكي، وتم تصحيحها لاحقًا إلى فيرسمان في ماسون (1958) لكن التعريف يختلف قليلاً عن تعريف فيرسمان، حيث يقتصر على النسبة المئوية المتوسطة في قشرة الأرض فقط، لكنه يسمح باستبعاد الغلاف المائي والغلاف الجوي. لم يستخدم ماسون نفسه مصطلح "كلارك".
أحيانًا يستخدم مصطلح مختلف وهو "قيمة كلارك"، ويمكن أن يكون لها معنى مختلف، كلارك التركيز.
تم العثور على المصطلح في المقالات التي كتبها مؤلفون يابانيون.

### الاستخدام في اليابان
في اليابان، ترجم المصطلح إلى kurākusū (クラーク数?, clarke number)
 . تضاف دائمًا كلمة sū (数?, number)
 ، مما يجعل المصطلح يبدو مشابهًا في الشكل مع الثوابت العلمية مثل abogadorosū (アボガドロ数?, the ثابت أفوجادرو)
 . قد يكون لهذا المصطلح معنى أضيق من معنى مصطلح فيرسمان. وتنطبق عليه القيود:
- من قشرة الأرض
- الغلاف الصخري يبلغ عمقه 10 أميال فوق مستوى سطح البحر
- يشمل جميع الطبقات الثلاث: الغلاف الصخري (93.06%)، والغلاف المائي (0.91%)، والغلاف الجوي (0.03%)
- نسبة الكتلة فقط
- يشار إليه كنسبة مئوية (ليس بالجزء في المليون أو الجزء في المليار )
- (ما يعتقده المقتبس) بيانات من كلارك وواشنطن (1924)

ومن الخصائص الغريبة الأخرى في اليابان وجود نسخة شائعة من البيانات، مدرجة في كتب مرجعية مثل:
- "الجداول العلمية الزمنية" السنوية (RCST1939(1938))
- "قاموس الفيزياء والكيمياء" (IDPC(1939))
- وغيرها من الكتب البارزة في الكيمياء الجيولوجية والكيمياء.

ابتكر هذه النسخة كيمورا (1938) وقد تم اقتباسها غالبًا باسم " أرقام كلارك".
اختلفت الأرقام عن أي إصدارات من كلارك / كلارك وواشنطن (1889-1924)، أو أي شيء مدرج في المقالات الأجنبية (غير اليابانية) مثل هيئة المسح الجيولوجي الأمريكية ، لذلك فهي غير معروفة خارج اليابان . وأحيانًا تم اقتباس الأرقام في المقالات الإنجليزية دون الاستشهاد بها.
مع تطور التعريف الجيولوجي لقشرة الأرض، أصبح التقريب بأن عمقها 10 أميال قديمًا، واعتبر البعض أن مصطلح رقم كلارك قديمًا. وربما كان المقصود من الآخرين معاني أوسع، لا تقتصر على قشرة الأرض، مما يؤدي إلى الارتباك. قام RCST1961(1961) بتبديل جدول "رقم كلارك" من كيمورا (1938) إلى ماسون (1958) وتم إزالة تسمية "رقم كلارك" من جدول RCST1963(1962). قام IDPC(1971) بإزالة جدول "رقم كلارك" الذي كان أحد متغيرات كيمورا (1938). ذكر IDPC(1981) أن المصطلح قد تم التخلي عنه غالبًا، وتم إزالة مدخل القاموس لـ "رقم كلارك" من IDPC(1998). وبالتالي، أصبحت "أرقام كلارك" مرتبطة بشكل شبه حصري ببيانات كيمورا (1938)، ولكن اسم كيمورا أصبح منسيًا. وبالمناسبة، في الكتب المرجعية الرئيسية، لم يكن هناك جدول بيانات بعنوان "أرقام كلارك" والذي أظهر جداول كلارك الأصلية.
رغم إزالتها من كتب المراجع الرئيسية، فإن بيانات كيمورا (1938) وعبارات غير موثوقة مثل "رقم كلارك للحديد هو 4.70"، لا تزال متداولة، حتى في العقد الأول من القرن الحادي والعشرين.

## بيانات الأمثلة
يحتوي هذا العنوان على البيانات القديمة فقط. وللحصول على بيانات حديثة، انظر وفرة العناصر في القشرة الأرضية.
تختلف التعريفات الفنية لـ "كلارك" و"القشرة الأرضية" و"الغلاف الصخري" بين المؤلفين.
ولذلك تختلف الأرقام الفعلية، وأحيانًا عدة مرات. لدرجة أن المؤلف يقدم إصدارات متعددة، مع معايير تقدير مختلفة أو تحسينات معرفية مختلفة.
وغالبًا ما يتم الاستشهاد بها دون مصدر، مما يجعل البيانات غير قابلة للتحقق. كلارك وواشنطن تم تقديم تقديرات للتركيب المتوسط للجزء الخارجي من الأرض بأربعة متغيرات:
1. القشرة الأرضية والغلاف المائي والغلاف الجوي على عمق 10 أميال.
2. القشرة الأرضقة والغلاف المائي والغلاف الجوي على عمق 20 ميلاً.
3. القشرة الأرضية بعمق 10 أميال، وتحتوي فقط على الصخور النارية والصخور الرسوبية. (باستبعاد الغلاف المائي والغلاف الجوي)
4. القشرة الأرضية بعمق 10 أميال، وتحتوي على صخور نارية فقط. (باستبعاد الغلاف المائي والغلاف الجوي)

القشرة الأرضية في أعمال كلارك وواشنطن يمكن أن تعني شيئين مختلفين:
1. الجزء الخارجي من الأرض، أي الغلاف الصخري والغلاف المائي والغلاف الجوي
2. الغلاف الصخري فقط، والذي يعني في أعمالهما "القشرة الصخرية للأرض". "القشرة" هنا تعني (ب).

- الجداول التالية لا تغطي كافة العناصر.
- قد تكون بعض العناصر غير الموجودة على الجدول ذات وفرة أكبر. تم إدراج بعض العناصر الثانوية هنا للمساعدة في تحديد أصل المستندات غير الموثوقة.
- تحتوي بعض الإدخالات على بيانات للعنصر المتنازع عليه مثل: تكنيشيوم.
- يمكن تعديل الدقة (عدد الأرقام) لتحسين إمكانية القراءة.

## تركيز كلارك
هو مقياس لمعرفة مدى ثراء خام معين.
وهو النسبة بين تركيز عنصر كيميائي في الخام، وتركيزه في القشرة الأرضية (كلارك).
إذا كان تركيز مادة خام X هو {\displaystyle Kx} [ppm] ، و"كلارك" تلك السلعة هي {\displaystyle Ke} [ppm] ، فإن تركيز كلارك للخام X هو {\displaystyle Kk={\frac {Kx}{Ke}}} (ليس لها صيغة أبعاد).
تشير هذه القيمة إلى مدى تركيز الخام من وفرة العناصر في القشرة الأرضية من خلال العمليات الجيوكيميائية الطبيعية ؛ مما يشير إلى ما إمكانية استخراج الخام اقتصاديا.